# Listă de orașe din statul Illinois
- Prezenta pagină este o listă de orașele din statul Illinois, aranjate alfabetic.

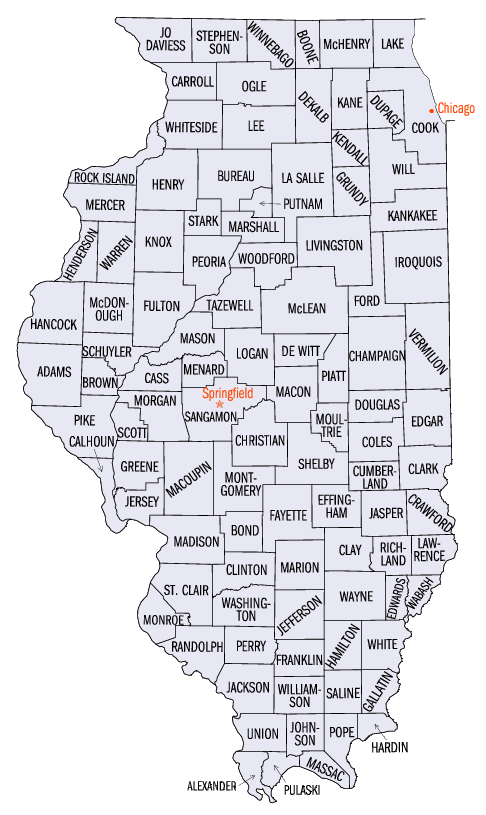
Comitate din statul Illinois, SUA

- Vedeți și Listă de comitate din statul Illinois.
- Vedeți și Listă de orașe din statul Illinois.
- Vedeți și Listă de târguri din statul Illinois.
- Vedeți și Listă de sate din statul Illinois.
- Vedeți și Listă de districte (precincts) din statul Illinois.
- Vedeți și Listă de districte civile (townships) din statul Illinois.
- Vedeți și Listă de comunități desemnate pentru recensământ din statul Illinois.
- Vedeți și Listă de comunități neîncorporate din statul Illinois.
- Vedeți și Listă de localități dispărute din statul Illinois

- În statul Illinois, următoarele categorii de diviziuni administrative nu există,

- Vedeți și Listă de cătune din statul Illinois.
- Vedeți și Listă de districte civile din statul Illinois
- Vedeți și Listă de rezervații amerindiene din statul Illinois
- Vedeți și Listă de zone de teritoriu neorganizat din statul Illinois

## Listă alfabetică

### A
| - Abingdon - Albion - Aledo - Altamont - Alton - Amboy - Anna - Arcola | - Ashley - Assumption - Athens - Atlanta - Auburn - Aurora - Ava |

### B
| - Barry - Batavia - Beardstown - Belleville - Belvidere - Benld | - Benton - Berwyn - Bloomington - Blue Island - Braidwood - Breese | - Bridgeport - Brookport - Bunker Hill - Burbank - Bushnell - Byron |

### C
| - Cairo - Calumet City - Canton - Carbondale - Carlinville - Carlyle - Carmi - Carrollton - Carterville - Carthage - Casey - Centralia | - Centreville - Champaign - Charleston - Chenoa - Chester - Chicago - Chicago Heights - Chillicothe - Chrisman - Christopher - Clinton | - Coffeen - Colchester - Collinsville - Colona - Columbia - Country Club Hills - Countryside - Creal Springs - Crest Hill - Crystal Lake - Cuba |

### D
| - Dallas City - Danville - Darien | - Decatur - DeKalb - Delavan | - Des Plaines - Dixon - Du Quoin |

### E
| - Earlville - East Dubuque - East Moline - East Peoria - East Saint Louis | - Edwardsville - Effingham - El Paso - Eldorado - Elgin | - Elmhurst - Elmwood - Eureka - Evanston |

### F
| - Fairbury - Fairfield - Fairview Heights | - Farmer City - Farmington - Flora | - Freeport - Fulton |

### G
| - Galena - Galesburg - Galva - Geneseo - Geneva - Genoa - Georgetown | - Gibson City - Gillespie - Gilman - Girard - Golconda - Grafton - Grand Tower | - Granite City - Grayville - Greenfield - Greenville - Griggsville |

### H
| - Hamilton - Harrisburg - Harvard - Harvey - Havana - Henry | - Herrin - Hickory Hills - Highland - Highland Park - Highwood | - Hillsboro - Hometown - Hoopeston - Hurst |

### J
| - Jacksonville - Jerseyville | - Johnston City - Joliet | - Jonesboro |

### K
| - Kankakee - Keithsburg | - Kewanee - Kinmundy | - Knoxville |

### L
| - La Harpe - LaSalle - Lacon - Lake Forest - Lanark | - Lawrenceville - Le Roy - Lebanon - Leland Grove - Lewistown | - Lexington - Lincoln - Litchfield - Lockport - Loves Park |

### M
| - Macomb - Macon - Madison - Marengo - Marion - Markham - Maroa - Marquette Heights - Marseilles - Marshall - Martinsville - Mascoutah | - Mason City - Mattoon - McHenry - McLeansboro - Mendota - Metropolis - Minonk - Moline - Momence - Monmouth - Monticello | - Morris - Morrison - Mound City - Mounds - Mount Carmel - Mount Carroll - Mount Olive - Mount Pulaski - Mount Sterling - Mount Vernon - Murphysboro |

### N
| - Naperville - Nashville - Nason - Nauvoo | - Neoga - New Boston - Newman - Newton | - Nokomis - North Chicago - Northlake |

### O
| - O'Fallon - Oak Forest - Oakbrook Terrace - Oakland | - Oglesby - Olney - Oneida | - Oregon - Orient - Ottawa |

### P
| - Palos Heights - Palos Hills - Pana - Paris - Park City - Park Ridge - Paxton | - Pekin - Peoria - Peru - Petersburg - Pinckneyville - Pittsfield - Plano | - Polo - Pontiac - Princeton - Prophetstown - Prospect Heights |

### Q
- Quincy

### R
| - Red Bud - Robinson - Rochelle - Rock Falls | - Rock Island - Rockford - Rolling Meadows | - Roodhouse - Rosiclare - Rushville |

### S
| - Saint Charles - Saint Elmo - Saint Francisville - Salem - Sandwich - Savanna - Sesser | - Shawneetown - Shelbyville - Silvis - South Beloit - Sparta - Spring Valley - Springfield | - Staunton - Sterling - Streator - Sullivan - Sumner - Sycamore |

### T
| - Taylorville - Toluca | - Trenton - Troy | - Tuscola |

### U
- Urbana

### V
| - Vandalia - Venice | - Vienna - Villa Grove | - Virden - Virginia |

### W
| - Wamac - Warrenville - Warsaw - Washington - Waterloo - Watseka - Waukegan - Waverly | - Wenona - West Chicago - West Frankfort - West Peoria - Wheaton - White Hall - Wilmington (comitatul Will) | - Winchester - Windsor (comitatul Shelby) - Witt - Wood Dale - Wood River - Woodstock - Wyoming |

### Y
- Yorkville

### Z
| - Zeigler | - Zion |

### Alte legături interne
- Categorie:Liste de orașe din Statele Unite după stat
- Categorie:Liste de târguri din Statele Unite după stat
- Categorie:Liste de districte civile din Statele Unite după stat
- Categorie:Liste de sate din Statele Unite după stat
- Categorie:Liste de comunități desemnate pentru recensământ din Statele Unite după stat
- Categorie:Liste de comunități neîncorporate din Statele Unite după stat
- Categorie:Liste de localități dispărute din Statele Unite după stat
- Categorie:Liste de rezervații amerindiene din Statele Unite după stat
- Categorie:Liste de zone de teritoriu neorganizat din Statele Unite după stat

### Alte pagini conexe
- Listă de orașe din statul Illinois
- Listă de târguri din statul Illinois
- Listă de sate din statul Illinois
- Listă de districte (precincts) din statul Illinois
- Listă de districte civile (townships) din statul Illinois
- Listă de comunități desemnate pentru recensământ din statul Illinois
- Listă de comunități neîncorporate din statul Illinois
- Listă de localități dispărute din statul Illinois